# 2011 au Gabon
Cet article présente les faits marquants de l'année 2011 au Gabon.

## Évènements
- Mardi 25 janvier 2011 : l'opposant gabonais André Mba Obame, conteste l'élection du président Ali Bongo, s'autoproclame président et annonce la composition de son gouvernement de 19 personnes avec à sa tête Raphaël Bandega Lendoye, professeur à l'Université Omar Bongo de Libreville. Ali Bongo avait été déclaré vainqueur avec 41,79 % des voix, devant l'opposant historique Pierre Mamboundou (25,66 %) et André Mba Obamé (25,33 %)[1].

- Jeudi 27 janvier 2011, Libreville : une manifestation de plusieurs centaines de partisans du président autoproclamé, André Mba Obame, est dispersée par les forces de sécurité, faisant des dizaines de blessés[2].

- Dimanche 30 janvier 2011 : le coureur cycliste français, Anthony Charteau (Europcar), remporte pour la deuxième année consécutive la course cycliste la Tropicale Amissa Bongo à l'issue de la sixième et dernière étape sur un circuit entre Libreville et Owendo (132,5 km). En deuxième position, le Belge Andy Cappelle et en troisième, le Marocain Adil Jelloul.

- Mercredi 2 février 2011, Libreville : des affrontements ont eu lieu entre des manifestants partisans du président autoproclamé André Mba Obame et les forces de l'ordre, dans les quartiers populaires de Nkembo et Cocotiers. Plusieurs manifestants ont été blessés. Un taxi a été incendié[3].

- Lundi 21 février 2011 : manifestation à Paris d'opposants au président Ali Bongo Ondimba du  Collectif Jeudi Noir et du réseau Sortir du colonialisme, alors qu'il était reçu par le président Nicolas Sarkozy. 35 interpellations pour vérification d'identité ont eu lieu à la suite d'une tentative d'occuper un ancien hôtel particulier dans le VIIe arrondissement[4].